# Norman's Cay Airport
Norman's Cay Airport är en flygplats i Bahamas.   Den ligger i distriktet Black Point District, i den sydöstra delen av landet, 70 km sydost om huvudstaden Nassau. Norman's Cay Airport ligger 9 meter över havet. Den ligger på ön Norman's Cay Island.
Terrängen runt Norman's Cay Airport är mycket platt. Trakten är glest befolkad. Det finns inga samhällen i närheten. 